# Rafael Acosta Ángeles

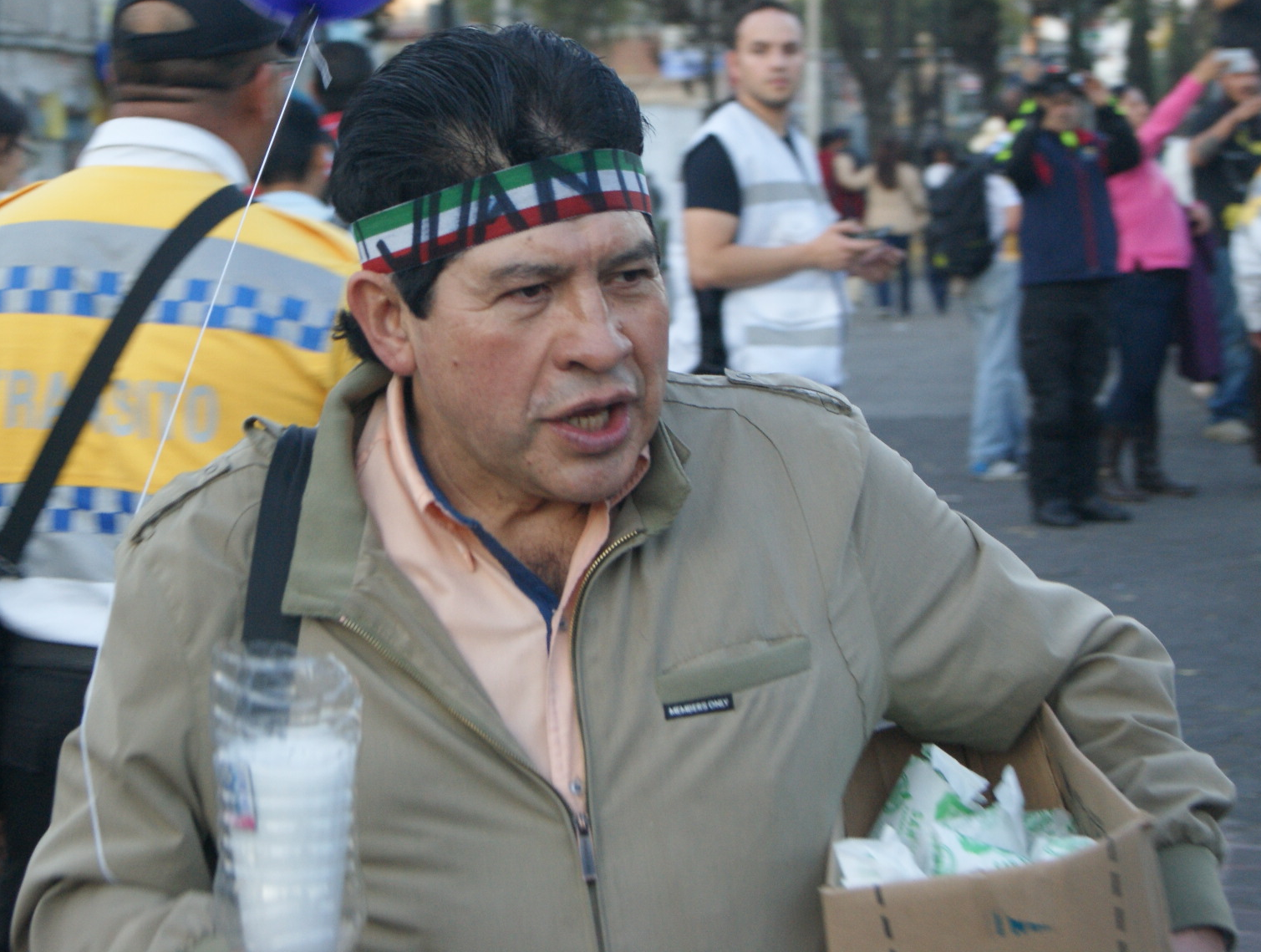
Rafael Acosta Ángeles in 2015

Rafael Acosta Ángeles (Mexico-Stad, 1963), beter bekend als "Juanito", is een Mexicaans activist. Acosto werd als "man van de straat" medio 2009 plots een politicus van nationaal belang toen hij werd gekozen tot hoofd van het district Iztapalapa van Mexico-Stad.
Acosta is afkomstig uit Iztapalapa, het grootste en armste district in het zuidoosten van Mexico-Stad. Hij heeft tal van baantjes gehad, waaronder worstelaar, voetbaltrainer, ober, B-acteur en straatverkoper. Zijn bijnaam Juanito, "Jantje", dankt hij aan het feit dat hij een tijdje trainer was van een jeugdvoetbalteam waarbij elf van de vijftien kinderen Juan heetten. In de jaren voor zijn verkiezing was hij sociaal activist die streefde naar betere levensomstandigheden in zijn wijk in een lokale organisatie. Juanito is naar eigen zeggen meerdere keren mishandeld door de politie maar heeft erkend zelf ook menig agent in elkaar geslagen te hebben. Juanito's organisatie was gelieerd aan de centrumlinkse Partij van de Democratische Revolutie (PRD). Juanito was actief in de presidentscampagne van Andrés Manuel López Obrador en in de protesten na de verkiezingen is hij naar eigen zeggen door de oproerpolitie het ziekenhuis in geslagen. In de machtsstrubbelingen binnen de PRD na de verkiezingen koos de lokale afdeling van de partij de zijde van de tegenstanders van López Obrador, waarna Acosto in 2008 overstapte naar de nog wel aan López Obrador gelieerde Partij van de Arbeid (PT).
In 2009 werd Acosta voor de PT tot kandidaat benoemd voor het voorzitterschap van het district Iztapalapa, met bijna twee miljoen inwoners de grootste gemeente of district van het land, met een budget dat groter is dan dat van sommige deelstaten. Tot dan toe was zijn rol niet zo opvallend, de PT haalt normaliter een paar procent van de stemmen, totdat het electoraal gerechtshof op 17 juli, nog geen drie weken voor de verkiezingen, besliste dat PRD-kandidaat Clara Brugada, een aanhangster van López Obrador, haar nominatie onrechtmatig had verkregen en in plaats daarvan haar kandidatuur verving door Silvia Oliva Fragoso, tegenstander van López Obrador. López Obrador en zijn aanhangers riepen vervolgens op op Acosta te stemmen, die beloofd had als hij zou zijn verkozen af te treden en de macht over te dragen aan Brugada. Op die manier raakte Acosta plots in de nationale schijnwerpers. Met zijn hoofdband in de kleuren van de Mexicaanse vlag met daarop de naam 'Juanito' en zijn taal van de straat werd hij zowel gevierd als geridiculiseerd. Voor aanhangers was het verschijnsel-Juanito een teken dat eindelijk de gewone man ook van politieke betekenis was terwijl zijn tegenstanders het als een teken zagen hoe ver de Mexicaanse politiek was afgezakt en tot wat voor absurde acties López Obrador in staat was om de aandacht te trekken.
Juanito won de verkiezingen op 5 juli met 31,18% tegen 22,11% voor Oliva. Kort na de verkiezingen verklaarde hij plotsklaps dat hij niet van plan was zijn functie af te staan, dat hij door de inwoners van Iztapalapa legitiem was gekozen en dat hij van plan was de volle termijn van drie jaar te voltooien. Tevens maakte hij López Obrador en de PT uit voor verraders en gaf hij aan best te willen samenwerken met president Felipe Calderón. Op 1 oktober werd hij vervolgens ingehuldigd tot voorzitter van Izapalapa, bij die gelegenheid maakte hij meteen bekend zijn lidmaatschap van de PT op te zeggen. Dezelfde dag nog trad hij echter 'om gezondheidsredenen' af en droeg zijn functie alsnog over aan Brugada. Dit bleek echter maar van tijdelijke aard, want op 28 oktober nam hij alsnog zijn functie terug van Brugada, die volgens Acosta haar beloftes niet was nagekomen.
Op 10 december besloot Acosta alsnog af te treden, nadat werd aangeklaagd wegens het vervalsen van documenten.
In 2021 stelde Acosta zich wederom kandidaat voor het burgemeesterschap van Iztapalapa. Hij verkreeg 1% van de stemmen.